# 일본제철
일본제철 주식회사(일본어: 日本製鉄株式会社)는 철강업을 영위하는 일본의 기업이다. 2012년 10월 1일 신일본제철과 스미토모 금속공업이 합병하여 신일철주금(新日鐵住金)가 탄생하였다. 이후 2019년 4월 1일 일본제철로 상호를 변경하였다.

## 역사

### 신일본제철
신일본제철주식회사(新日本製鐵株式會社)는 야와타제철과 후지제철이 합병하여 1970년 설립된 일본의 대규모 제철 회사이다. 포스코와 신일본제철은 지분을 각각 3.50%, 5.05%을 서로 교차보유 하면서 원자재 공동구매 협상, 공동 연구개발(R&D), 기술 교류 등 전략적 파트너다.
신일본제철의 전신인 구 일본제철이 연합군에 의해 재벌해체로 인하여 야하타제철, 후지제철, 해운사인 일철기선(日鐵汽船,현 NS유나이티드해운), 내화물 제조사인 하리마내화연와(播磨耐火煉瓦) 4개 회사로 분할되었다. 그중 제철업을 분할 승계한 야와타제철(八幡製鐵)과 후지제철(富士製鐵)이 1970년 합병하여 신일본제철이 설립되었다. 법적으로는 야하타제철이 존속법인이 되었다.

### 스미토모 금속공업
스미토모 금속공업(住友金属工業)은 스미모토 신도강관(住友伸銅鋼管)과 스미모토 제강소(住友製鋼所)가 합병하여 1935년 설립되었다. 강관, 강판, 건축자재, 철도 차량용 강재 등 다양한 철강제품을 생산하였다. 2010년 당시 조강 생산량 전 세계 19위, 일본 국내 3위를 차지하는 업체였다. 스미토모 금속공업은 합병되면서 스미토모 그룹에서 탈퇴하였다.

### 합병 이후
2012년 10월 1일 신일본제철이 스미토모 금속공업을 합병하여 신일철주금(新日鐵住金)이 되었다. 신일철주금은 2019년 4월 1일 일본제철로 개명하였다.

### US 스틸인수
2023년 12월 8일, US 스틸을 140억달러에 인수하기로 발표하였다. 회사명은 바꾸지 않고, 본사도 피츠버그에 존속하기로 하였다.

## 스폰서십
- 가시마 앤틀러스

## 같이 보기
- 한국의 반일감정
- 가시마 앤틀러스